# Maria von Maltzan
Maria von Maltzan, född 25 mars 1909 i Militsch, död 12 november 1997 i Berlin, var en tysk biolog och veterinär. Under andra världskriget var hon motståndskämpe mot den nazistiska regimen och hjälpte fler än 60 judar att fly till säkerhet. År 1987 utnämndes hon till rättfärdig bland folken.